# حزاء (المضاربة والعارة)

تعديل مصدري - تعديل

حـزاء هي إحدى قرى عزلة المضاربة بمديرية المضاربة والعارة التابعة لمحافظة لحج، بلغ تعداد سكانها 63 نسمة حسب تعداد اليمن لعام 2004.